# Grigol Waschadse

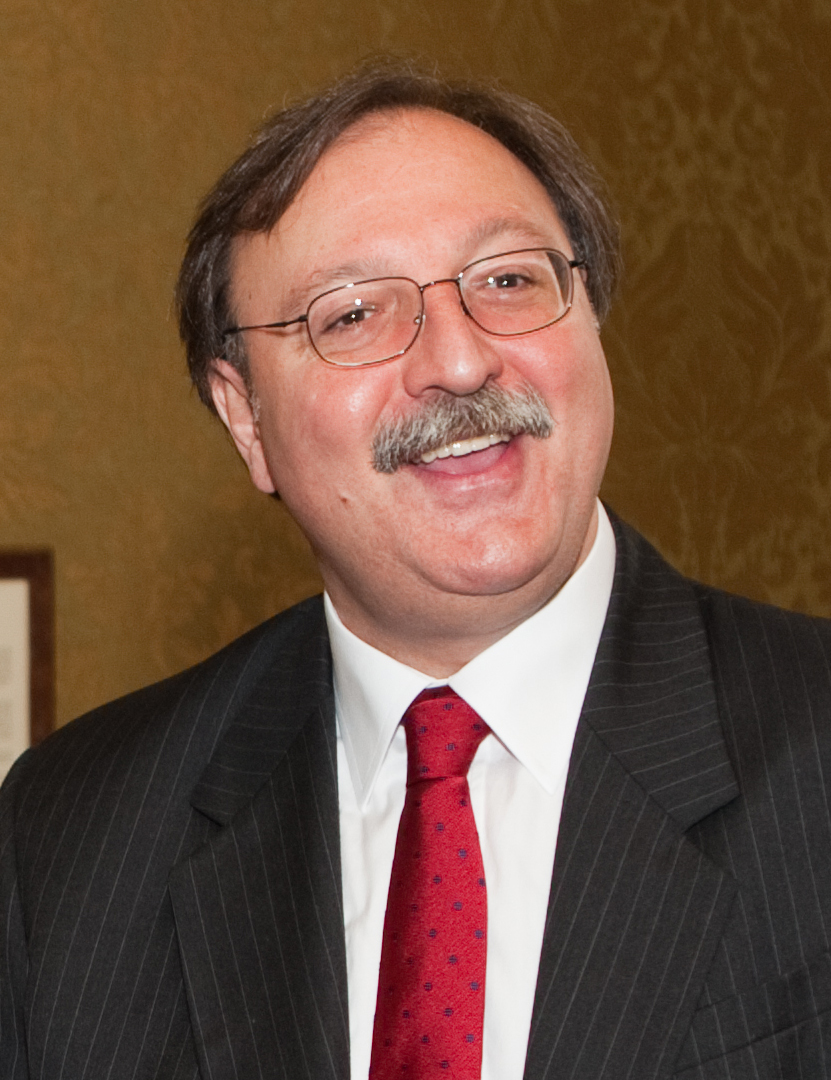
Grigol Waschadse (2010)

Grigol Waschadse (georgisch გრიგოლ ვაშაძე; * 19. Juli 1958 in Tiflis, Georgische SSR, Sowjetunion) ist ein georgischer Diplomat, Unternehmer und Politiker. Von 2008 bis 2012 war er Außenminister Georgiens.

## Leben
1975 schloss er die Tifliser Oberschule N61 ab. 1981 absolvierte er die Fakultät für Internationales Recht am Moskauer Staatlichen Institut für Internationale Beziehungen mit Auszeichnung. Im gleichen Jahr trat er in das sowjetische Außenministerium ein, arbeitete in den Abteilungen Internationale Organisationen sowie Komos und Nuklearwaffen. Mit einer Verhandlungsdelegation nahm er an Gesprächen über das Abrüstungsabkommen START I teil. 1988 bis 1990 legte er ein Postgraduierten-Studium an der sowjetischen Diplomatenakademie ab.
1990 wechselte Waschadse in die freie Wirtschaft. Er lebte als Unternehmer in Moskau und New York, gründete und leitete die Firmen Georgia Arts Management und Gregory Vashadze and BR.
2005 kehrte er nach Georgien zurück. Am 6. Februar 2008 wurde er zum stellvertretenden Außenminister berufen, war dort vor allem mit den georgisch-russischen Beziehungen beschäftigt. Am 1. November desselben Jahres übernahm er das Amt des Kulturministers. Am 5. Dezember berief Staatspräsident Saakaschwili ihn zum Außenminister Georgiens. Am 25. Oktober 2012 wurde er von Maja Pandschikidse abgelöst.
Grigol Waschadse ist mit der Primaballerina und künstlerischen Leiterin des Georgischen Nationalballetts, Nino Ananiaschwili, verheiratet. Sie haben zwei Kinder, Nodar und Elene. Neben georgisch spricht er russisch, englisch, portugiesisch, italienisch, spanisch und französisch.
In der ersten Runde der Präsidentschaftswahl in Georgien 2018 am 28. Oktober 2018 wurde er mit 37,7 % der abgegebenen Stimmen Zweiter hinter Salome Surabischwili (38,6 %), gegen die er in der Stichwahl am 28. November 2018 antrat.  Waschadse verlor die Stichwahl mit 40,48 % der abgegebenen Stimmen deutlich gegen Surabischwili, die 59,52 % der abgegebenen Stimmen auf sich vereinen konnte.